# Gvozd
Gvozd és un municipi de Croàcia, que es troba al comtat de Sisak-Moslavina.
La seu de la municipalitat és situat a Vrginmost (renomenat Gvozd de 1996 a 2012) Al cens de 2011, la municipalitat comptava 2.970 habitants, dels quals un 66,53 % de serbis i un 32,02 % de croats;la localitat més poblada, Vrginmost, comptava amb 1.095 habitants.

## Localitats
La municipalitat de Gvozd compta amb 19 localitats (en el cens de 2011):
- Blatuša - 171
- Bović - 91
- Brnjavac - 93
- Crevarska Strana - 161
- Čremušnica - 103
- Dugo Selo Lasinjsko - 46
- Golinja - 38
- Gornja Čemernica - 142
- Gornja Trstenica - 88
- Vrginmost - 1095
- Kirin - 52
- Kozarac - 122
- Ostrožin - 32
- Pješčanica - 161
- Podgorje - 150
- Slavsko Polje - 338
- Stipan - 50
- ljivovac - 32
- Trepča - 5